# Opowieści o Alvinie Stwórcy
Opowieści o Alvinie Stwórcy (ang. The Tales of Alvin Maker) – cykl utworów fantasy autorstwa amerykańskiego pisarza Orsona Scotta Carda, rozgrywających się w alternatywnym świecie, gdzie magia istnieje realnie.

## Fabuła
Bohaterem utworów jest Alvin Miller, syn młynarza, ale przede wszystkim siódmy syn siódmego syna. Oznacza to, iż jest postacią niezwykłą, stworzoną do rzeczy mających zmienić otaczający go świat. W kolejnych powieściach Alvin uczy się dysponować swoją mocą, poznaje możliwości swego umysłu, szuka swojego miejsca w świecie. Opiekuje się nim Peggy – „żagiew”, czyli osoba widząca przyszłe ścieżki ludzkich losów.
Akcja powieści rozgrywa się w Ameryce Północnej w XIX wieku, jednakże historia w świecie Alvina potoczyła się odmiennie od naszej. Punktem zwrotnym był odmienny przebieg angielskiej wojny domowej i osoba Lorda protektora, Olivera Cromwella, który nie zmarł przedwcześnie, lecz rządził do późnego wieku, dzięki czemu nie doszło do restauracji Stuartów. Rezultatem jest odmienna historia Europy, ale przede wszystkim Ameryki. W purytańskiej Anglii magia została wypleniona i zakazana. W Ameryce zaś, ziemi Indian i kolonizatorów, a także czarnoskórych niewolników z Afryki, jest wciąż żywa. Powszechną rzeczą są „talenty” – magiczne umiejętności, z którymi rodzą się ludzie (np. talent do równego wykreślania linii prostej czy talent do rozpoznawania, czy ktoś mówi prawdę).
Alvin także ma talent, ale jest to talent niezwykły, chłopiec jest Stwórcą – ma zdolność do sprawiania by rzeczy były jednością, zarówno w sensie fizycznym – potrafi gołymi rękami złączyć dwie rzeczy ze sobą tak, jakby tak zostały stworzone, ale także w sensie metaforycznym - umie łączyć pragnienia i dążenia ludzi. Jego misją jest stworzenie miejsca, gdzie wszyscy ludzie byliby wolni i szczęśliwi – Kryształowego Miasta.

### Postacie historyczne
W cyklu występują postacie historyczne:
- Abraham Lincoln
- Andrew Jackson
- Benjamin Franklin
- Daniel Webster
- Honoré de Balzac
- James Bowie
- John Adams
- John James Audubon
- Markiz de La Fayette
- Napoleon Bonaparte
- Ralph Waldo Emerson
- Stephen F. Austin
- Tecumseh (jako Ta Kumsaw)
- Tenskwatawa (jako Lolla-Wossiky/Tenskwa Tawa)
- William Blake (jako Bajarz)
- William Henry Harrison

## Analiza
Card, członek Kościoła Jezusa Chrystusa Świętych w Dniach Ostatnich, kreując postać Alvina, bazował częściowo na żywocie Josepha Smitha, twórcy tej religii.

## Części cyklu

### Powieści
- Siódmy syn (Seventh Son 1987, wyd. polskie 1993)
- Czerwony prorok (Red Prophet 1988, wyd. polskie 1995)
- Uczeń Alvin (Prentice Alvin 1989, wyd. polskie 1995)
- Alvin czeladnik (Alvin Journeyman 1995, wyd. polskie 1999)
- Płomień serca (Heartfire 1998, wyd. polskie 2003)
- Kryształowe miasto (The Crystal City 2003, wyd. polskie 2004)
- Mistrz Alvin (zapowiedziana na kwiecień 2026[1])

W Polsce wszystkie książki wydało wydawnictwo Prószyński i S-ka.

### Krótkie formy
- Szeroko uśmiechnięty mężczyzna (The Grinning Man 1998, opowiadanie umieszczone w antologii Legendy)
- Królowa Yazoo (The „Yazoo Queen” 2003, opowiadanie umieszczone w antologii Legendy II)
- Alvin and the Apple Tree - krótka forma, opublikowana w antologii Dead Man's Hand (2014)
- Naysayers - krótka forma, opublikowana w National Review, 19 listopada 2015

## Nagrody
- 1987 - Hatrack River (opowiadanie, które później stało się częścią Siódmego syna) – Nagroda World Fantasy, finalista Nebuli i Hugo
- 1988 - Siódmy syn - Nagroda Mythopoeic, Nagroda Locusa, finalista Hugo i Nagroda World Fantasy
- 1989 - Czerwony prorok - Nagroda Locusa za najlepszą powieść fantasy, nominowany do Hugo i Nebuli.
- 1989 - Uczeń Alvin - finalista Hugo i Nebula
- 1995 - Alvin czeladnik - Nagroda Locusa